# Gary O’Donovan
Gary O’Donovan (ur. 30 grudnia 1992 w Skibbereen) – irlandzki wioślarz, srebrny medalista olimpijski z Rio de Janeiro.
Zawody w 2016 były jego pierwszymi igrzyskami olimpijskimi. Wspólnie z bratem Paulem zajął 2. miejsce w dwójce podwójnej wagi lekkiej. W 2016 zostali także mistrzami Europy.